# Jesús (Lauricocha)
Jesús es la capital de la provincia peruana de Lauricocha y del distrito homónimo, ubicado en la región Huánuco. Fundada por los españoles en 1572.

## Geografía

### Ubicación
Sus coordenadas son: 10º 4' 38,23 de latitud sur y 76º 37' 53,87 de longitud oeste. Estábicada en el margen oeste (valle del Ñucón, mirando de sur a norte) del río Lauricocha, a una altitud de 3486 m s. n. m. lo cual lo convierte en la capital provincial de mayor altitud dentro de la región Huánuco, seguido de la ciudad de Chavinillo.

### Clima
| Parámetros climáticos promedio de Jesús | Parámetros climáticos promedio de Jesús | Parámetros climáticos promedio de Jesús | Parámetros climáticos promedio de Jesús | Parámetros climáticos promedio de Jesús | Parámetros climáticos promedio de Jesús | Parámetros climáticos promedio de Jesús | Parámetros climáticos promedio de Jesús | Parámetros climáticos promedio de Jesús | Parámetros climáticos promedio de Jesús | Parámetros climáticos promedio de Jesús | Parámetros climáticos promedio de Jesús | Parámetros climáticos promedio de Jesús | Parámetros climáticos promedio de Jesús |
| Mes                                     | Ene.                                    | Feb.                                    | Mar.                                    | Abr.                                    | May.                                    | Jun.                                    | Jul.                                    | Ago.                                    | Sep.                                    | Oct.                                    | Nov.                                    | Dic.                                    | Anual                                   |
| --------------------------------------- | --------------------------------------- | --------------------------------------- | --------------------------------------- | --------------------------------------- | --------------------------------------- | --------------------------------------- | --------------------------------------- | --------------------------------------- | --------------------------------------- | --------------------------------------- | --------------------------------------- | --------------------------------------- | --------------------------------------- |
| Temp. máx. media (°C)                   | 27.5                                    | 28                                      | 28                                      | 26.5                                    | 23                                      | 19                                      | 19                                      | 19                                      | 19.5                                    | 21.5                                    | 23                                      | 25.5                                    | 23.3                                    |
| Temp. mín. media (°C)                   | 18.5                                    | 19                                      | 18.5                                    | 17                                      | 15.5                                    | 14                                      | 14.5                                    | 13                                      | 13.5                                    | 14                                      | 15.5                                    | 16.5                                    | 15.8                                    |
| Precipitación total (mm)                | 0                                       | 1                                       | 0                                       | 0                                       | 0                                       | 1                                       | 0                                       | 0                                       | 46                                      | 55                                      | 52                                      | 0                                       | 155                                     |
| Fuente: accuweather.com                 |                                         |                                         |                                         |                                         |                                         |                                         |                                         |                                         |                                         |                                         |                                         |                                         |                                         |

## Vías de comunicación
Se puede llegar al poblado, mediante una de estas tres vías:
- Primero, por la carretera Panamericana Norte: Desde Lima, La Unión, Huánuco Pampa, Rondos, Jivia y Jesús.

- Segundo, por la carretera Central: Lima, La Oroya, Huánuco, Huancapayac, Yarumayo, Margos y Jesús.

- Tercero: Lima, Churin, Oyón, Raura, Cauri y Jesús.

## Agencias Bancarias
- Banco de la Nación

## Turismo
Por su ubicación a orillas del río Lauricocha (el cual da origen al Marañón en las cercanías de la localidad de Rondos, al juntarse con el río Nupe), es punto de partida para visitar la laguna Lauricocha. Asimismo, desde la parte alta de los cerros que la rodean es posible observar hacia el suroeste en días despejados la cordillera de Huayhuash.

## Medio ambiente
Actualmente, diversas  comunidades de la provincia de Lauricocha se benefician de la fauna silvestre, en especial de las que se encuentran en las lagunas, a pesar de que sus aguas puedan contener elementos negativos, los cuales se crearon de forma natural. Sin embargo, gracias a la participación de empresas privadas, su calidad es controlada y monitoreada permanentemente para otorgar una mejor calidad de vida a los pobladores. Estos informes son supervisados por el Ministerio de Energía y Minas (MINEM) y  el Ministerio del Ambiente (MINAM) a través del Organismo de Evaluación y Fiscalización Ambiental (OEFA).